# کینگ کونگ (فیلم ۱۹۳۳)
کینگ کونگ (به انگلیسی: King Kong) فیلمی در سبک هیولایی، ترسناک و ماجراجویی است.
این فیلم در دوم مارس ۱۹۳۳ (۱۳۱۲ خورشیدی) در نیویورک به نمایش درآمد. کارگردانان این فیلم مریان کوپر و ارنست بی. شودزاک بودند که در ۱۹۲۵ به ایران آمدند و مستند علف را از ایل بختیاری ساختند.

## داستان
کارگردانی به نام کارل دنهم می‌خواهد فیلمی در یک جزیره متروکه بسازد. او دختری به نام آن داررو را متقاعد می‌کند که نقش اول فیلم را بازی کند. آنها با کشتی به جزیره می‌رسند و در ابتدای ورود با بومیان جزیره رو در رو می‌شوند. گروه فیلمبرداری جزیره را ترک می‌کند و به کشتی که نزدیک جزیره پهلو گرفته بازمی‌گردند. شب هنگام بومیان جزیره وارد کشتی شده و آن را می‌دزدند و به جزیره می‌برند تا به میمونی عظیم‌الجثه به نام کونگ هدیه بدهند…

## ساخت

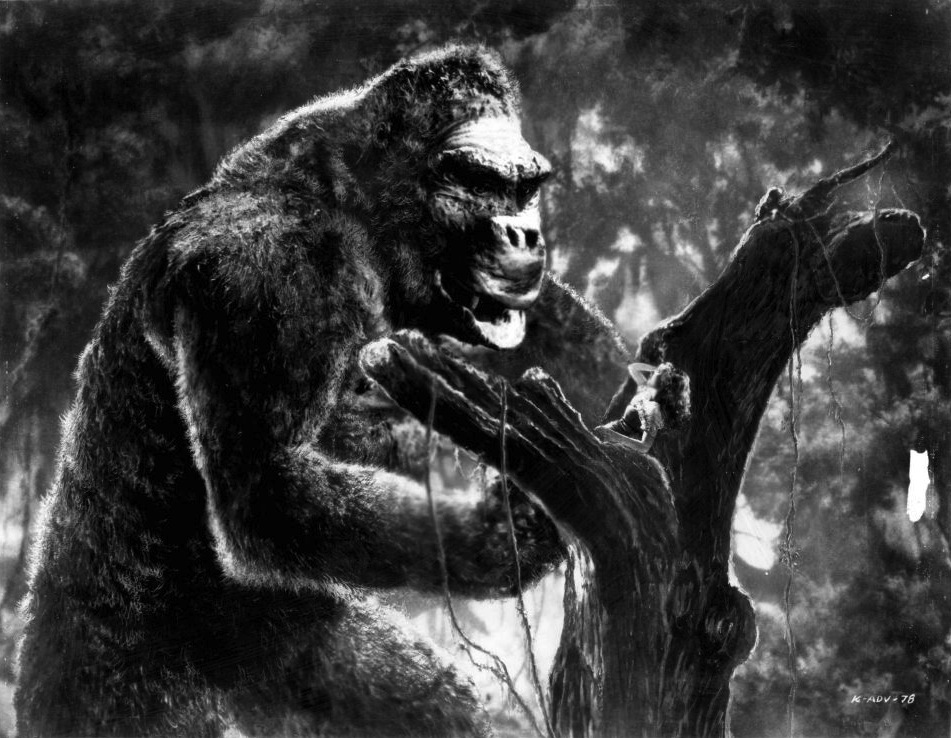
عکس تبلیغانی از این فیلم که وینا فی ری آن را تبلیغ کرد.

فیلمنامه توسط همسر شودزاک یعنی روت رز نوشته شد. سه شخصیت اصلی یعنی آن دارو، جک دریسکول و کارل دنهم به ترتیب از خود روت رز، ارنست شودزاک و مریان کوپر الهام گرفته شده‌اند.
در طی فرایند ساخت شودزاک صحنه‌های انسانی و دارای دیالوگ را کارگردانی کرد و کوپر صحنه‌های جلوه‌های ویژه که بیش از نیمی از فیلم را شامل می‌شدند، کارگردانی کرد. برای ساخت جلوه‌های ویژه از ماکت استفاده شد. کینگ کونگ یک ماکت ۶۰ سانتی‌متری بود که توسط تکنسین فیلم ویلیس اچ اوبراین ساخته شد. حرکات کینگ کونگ با فیلمبرداری استاپ موشن انجام گرفت. در برخی صحنه‌ها مانند صحنه‌ای که کونگ، آن را از واحد آپارتمانش بیرون می‌کشد، از یک دست مکانیکی استفاده شده بود.

## سانسور
در صحنه‌ای از فیلم، یک دایناسور به دنبال گروه فیلمبرداری افتاده و یکی از آنها را می‌بلعد. افرادی که کینگ کونگ را با دقت دیده باشند، برایشان سؤال می‌شود که چرا وقتی کونگ در حال تکان دادن آن تنه درخت است، افراد به آن طرف کنده فرار نمی‌کنند. دلیلش وجود همین دایناسور در طرف دیگر کنده‌است اما این دایناسور به‌طور کامل توسط خود شودزاک و کوپر از فیلم حدف شد. در سکانس بعدی کونگ آن کنده بزرگ را تکان می‌دهند تا افرادی که روی آن کنده ایستاده‌اند، به درون پرتگاه سقوط کنند. در واقع، آنها در این سقوط جان سالم به در بردند. سپس در آن پرتگاه مورد حمله عنکبوت‌های غول پیکر قرار گرفته و توسط آنها خورده شدند. این صحنه به دلیل خشونتی که داشت، توسط خود کارگردانان فیلم سانسور شد.